# Kazuki Arinaga
Kazuki Arinaga (有永 一生 Arinaga, Kazuki?), född 3 mars 1989 i Fukuoka prefektur, är en japansk fotbollsspelare.
Arinaga började sin karriär 2011 i AC Nagano Parceiro. Han spelade 238 ligamatcher för klubben. 2020 flyttade han till Iwate Grulla Morioka.